# Fraccionamiento Valle del Sol
Fraccionamiento Valle del Sol är en ort i Mexiko.   Den ligger i kommunen Pachuca de Soto och delstaten Hidalgo, i den sydöstra delen av landet, 80 km norr om huvudstaden Mexico City. Fraccionamiento Valle del Sol ligger 2 382 meter över havet och antalet invånare är 117.
Terrängen runt Fraccionamiento Valle del Sol är kuperad åt nordväst, men åt sydost är den platt. Runt Fraccionamiento Valle del Sol är det tätbefolkat, med 982 invånare per kvadratkilometer. Närmaste större samhälle är Pachuca de Soto, 8,3 km nordost om Fraccionamiento Valle del Sol. Omgivningarna runt Fraccionamiento Valle del Sol är i huvudsak ett öppet busklandskap.